# Virgen de Hontanares
La Virgen de Hontanares o Nuestra Señora de Hontanares es una advocación de la Virgen María venerada en el municipio de Riaza (Segovia), en la comunidad autónoma de Castilla y León.

## Festividad

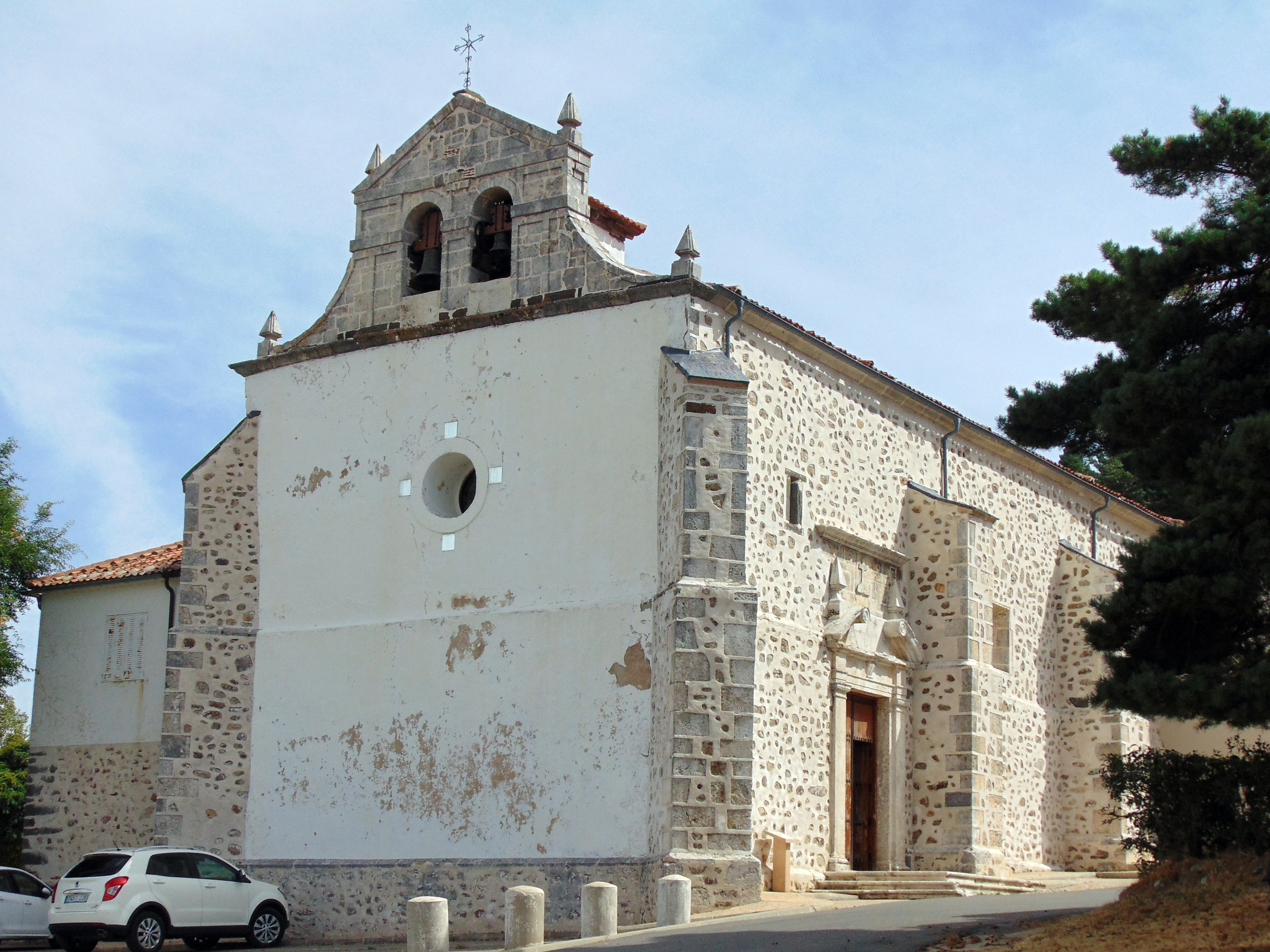

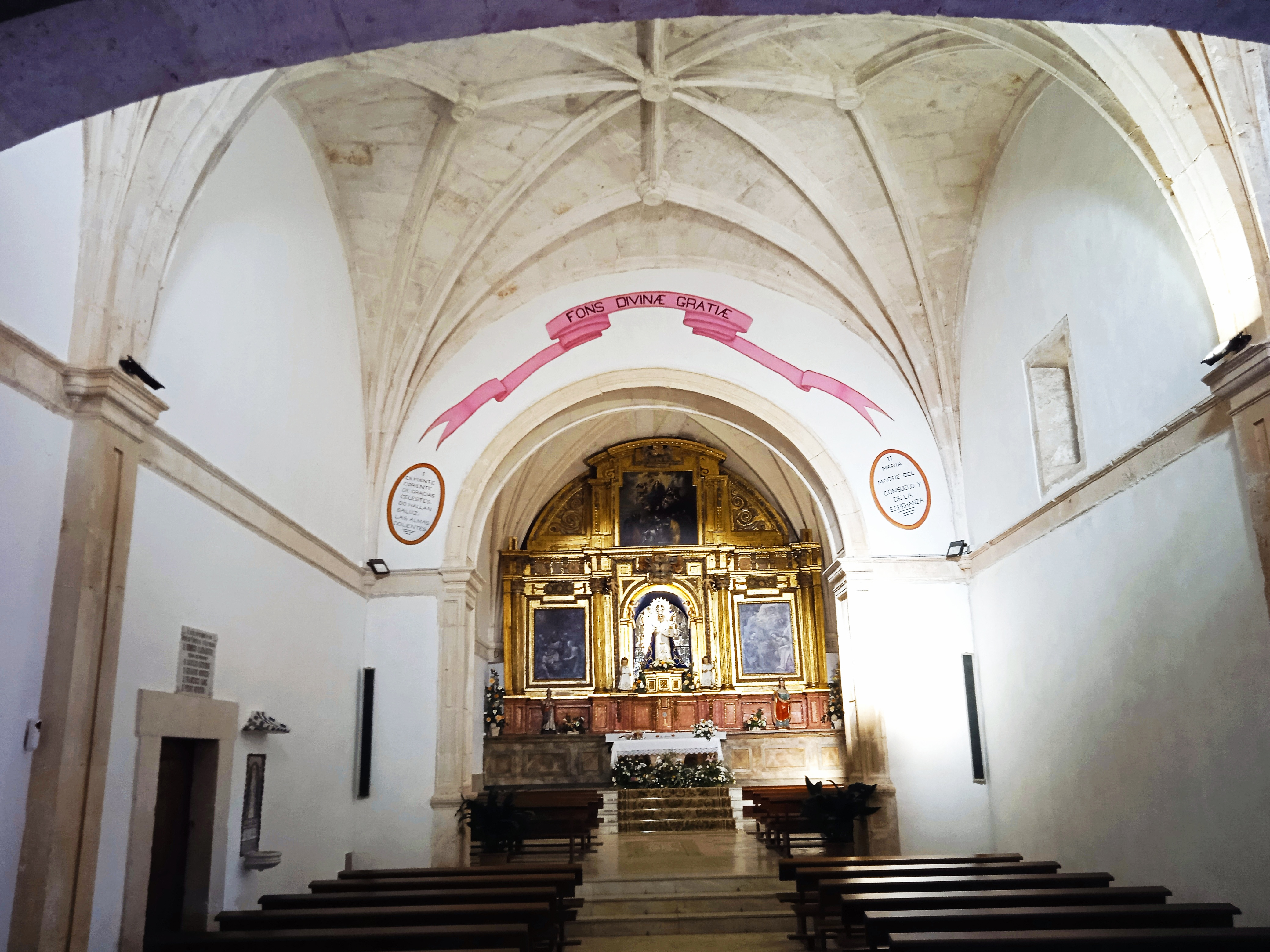
Interior de la Ermita de Hontanares, Riaza, Segovia

Su fiesta tiene lugar el domingo siguiente al 8 de septiembre, centrándose los actos alrededor de la ermita de la Virgen de Hontanares donde es venerada, celebrándose una Romería declarada de Interés Turístico Regional.
La ermita, cuya construcción data del año 1606 donde se hallaba la antigua iglesia de Hontanares, se halla a 4,5 km de Riaza a una cota de 1.400 m s. n. m. (41°17′6″N 3°26′20″O / 41.28500, -3.43889).

## Historia

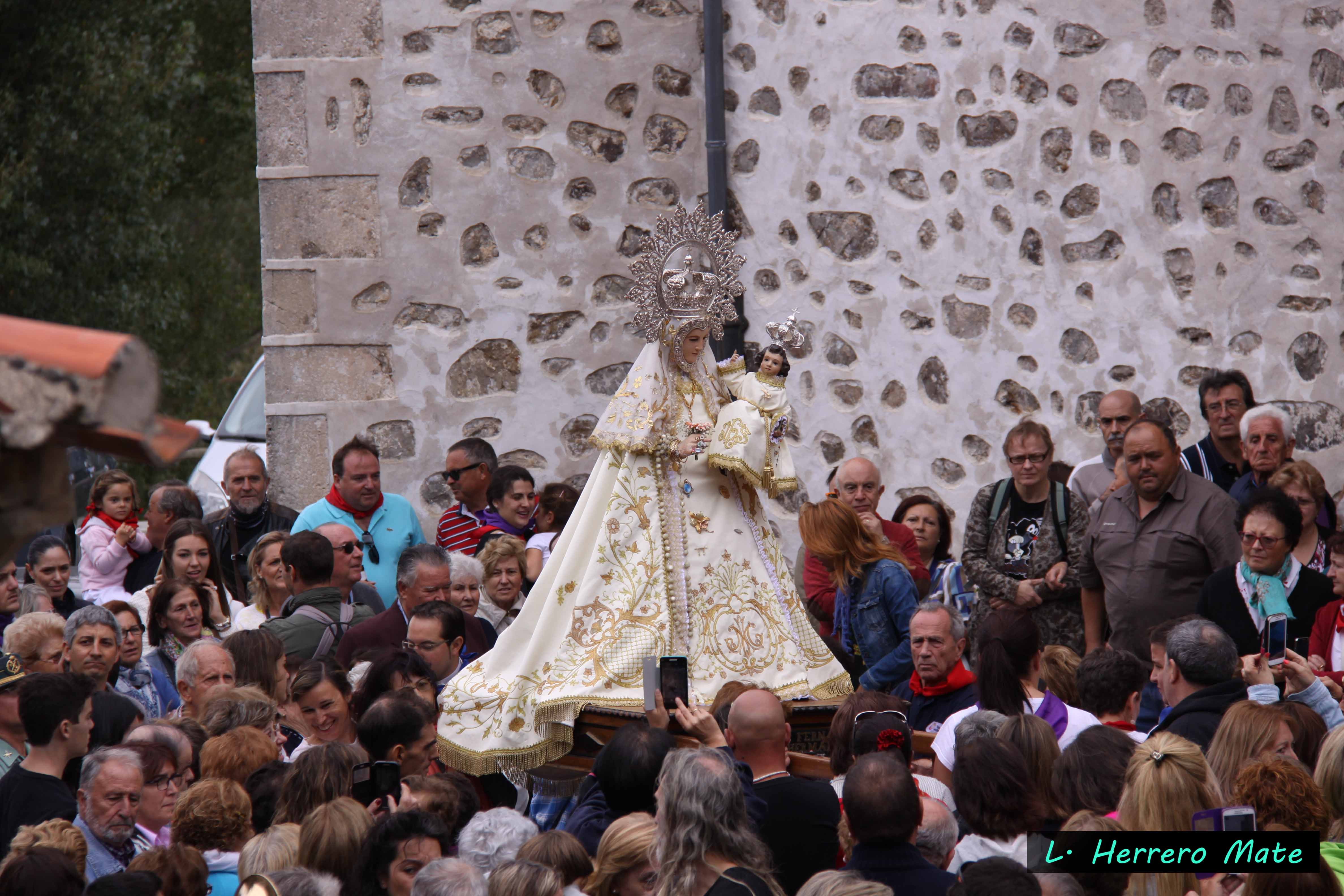
Romería de Nuestra Señora de Hontanares (Riaza, Segovia)

Al igual que ocurre con la mayor parte de advocaciones marianas, gira en torno a esta imagen una leyenda de ocultación durante el dominio musulmán y posterior descubrimiento siglos más tarde. Su nombre hace referencia al despoblado de Fontanar, donde era venerada en su iglesia parroquial, y que al desaparecer, su término municipal fue anexado a Riaza a comienzos del sigo XV. 